# Chaveroche
Chaveroche é uma comuna francesa na região administrativa da Nova Aquitânia, no departamento de Corrèze. Estende-se por uma área de 18,26 km². Em 2010 a comuna tinha 251 habitantes (densidade: 13,7 hab./km²).